# Golaj
Golaj is een plaats en voormalige gemeente in de stad (bashkia) Has in de prefectuur Kukës in Albanië. Sinds de gemeentelijke herindeling van 2015 doet Golaj dienst als deelgemeente en is het een bestuurseenheid zonder verdere bestuurlijke bevoegdheden. De plaats telde bij de census van 2011 6187 inwoners.